# Eupithecia collustrata
Eupithecia collustrata är en fjärilsart som beskrevs av Karl Dietze 1913. Eupithecia collustrata ingår i släktet Eupithecia och familjen mätare. Inga underarter finns listade i Catalogue of Life.